# Kanban Tool
Kanban Tool é um Quadro Kanban virtual baseado em no método Kanban originalmente definido por David Anderson como uma abordagem ao processo evolucionário, incremental e mudança de sistemas para organizações. Esse Software aplicativo visa ajudar as pessoas a visualizarem e otimizarem o desempenho atual da carga de trabalho, tempo de trabalho, e permitir uma melhoria constante.

## Publicação e Desenvolvimento
Em 2009, o Kanban Tool foi apresentado por Shore Labs, uma empresa fundada por Zbigniew Zemła. Ele foi atualizado da versão beta para a versão completa em fevereiro de 2010. Um ano depois, a Shore Labs anunciou a primeira versão beta pública do Kanban Tool API que permite aos usuários enviar e receber informações entre o Kanban Tool e outros aplicações web. Em 23 de março de 2013, uma Ferramenta Hospedável no Local foi publicada. Em Abril de 2014, um módulo rastreador de tempo foi lançado.

## Arquitetura
O Kanban Tool é construído em cima do MySQL, Ruby on Rails e Backbone.js.

## Principais Características

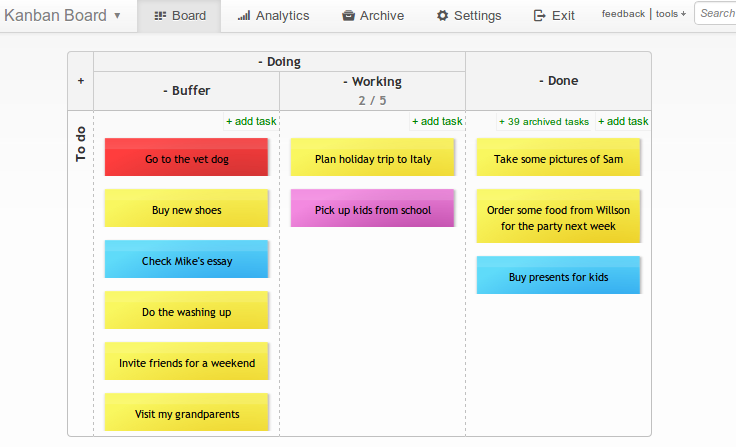
Kanban Tool Board

O Kanban Tool é um quadro Kanban virtual com analíticas Kanban de núcleo, incluindo diagrama de fluxo cumulativo, diagrama de ciclo de desenvolvimento e de fabricação, e gráficos discriminativos. Ele também possui suporte para colaboração em tempo real como colaboração de documentos|compartilhamento de documento entre equipes de trabalho.
O Kanban Tool também fornece rastreamento de tempo e relatórios de tempo e está disponível em Inglês, Polonês, Alemão, Espanhol, Português e Russo.

## Prêmio
Em 2012, o Kanban Tool ganhou em primeiro lugar o prêmio de “Melhor Companhia Start-up com Potencial global” durante o II New Economy Forum da Start-up Boot Camp, organizado pelo Conselho Americano de Cooperação Polonês.

## Capacidades de integração
•	API
•	Dropbox, Google Drive, SkyDrive, Box
•	Google calendar, iCal e Outlook
•	Zapier
•	Jira
•	Excel, CSV
•	Chromecast

## Link externo
- kanbantool.com